# Гераклий (презид)
Гераклий (лат. Heraclius) — римский политический деятель второй половины IV века.
По образованию Гераклий был ритором. Он занимался адвокатской практикой в Антиохии-на-Оронте в 380-х годах. В 391 году Гераклий занимал должность презида Армении. Он был женат на дочери консуляра Сирии Евстафия, в браке с которой имел сына. Гераклий был язычником.